# Sotillo de la Adrada
Sotillo de la Adrada – gmina w Hiszpanii, w prowincji Ávila, w Kastylii i León, o powierzchni 43,96 km². W 2011 roku gmina liczyła 4845 mieszkańców.